# Chauvigny
Chauvigny là một xã, tọa lạc ở tỉnh Vienne trong vùng Nouvelle-Aquitaine, Pháp. Xã này có diện tích 95,82 km², dân số năm 2006 là 7175 người. Xã nằm ở khu vực có độ cao từ 61–149 m trên mực nước biển.
Danh xưng dân địa phương trong tiếng Pháp là Chauvinois và Chauvinoises.

## Biến động dân số
| Năm    | 1962 | 1968 | 1975 | 1982 | 1990 | 1999 |
| ------ | ---- | ---- | ---- | ---- | ---- | ---- |
| Dân số | 6540 | 6653 | 6686 | 6565 | 6658 | 7025 |